# Pärna (Hiiumaa)
Koordinaten: 58° 42′ N, 22° 32′ O

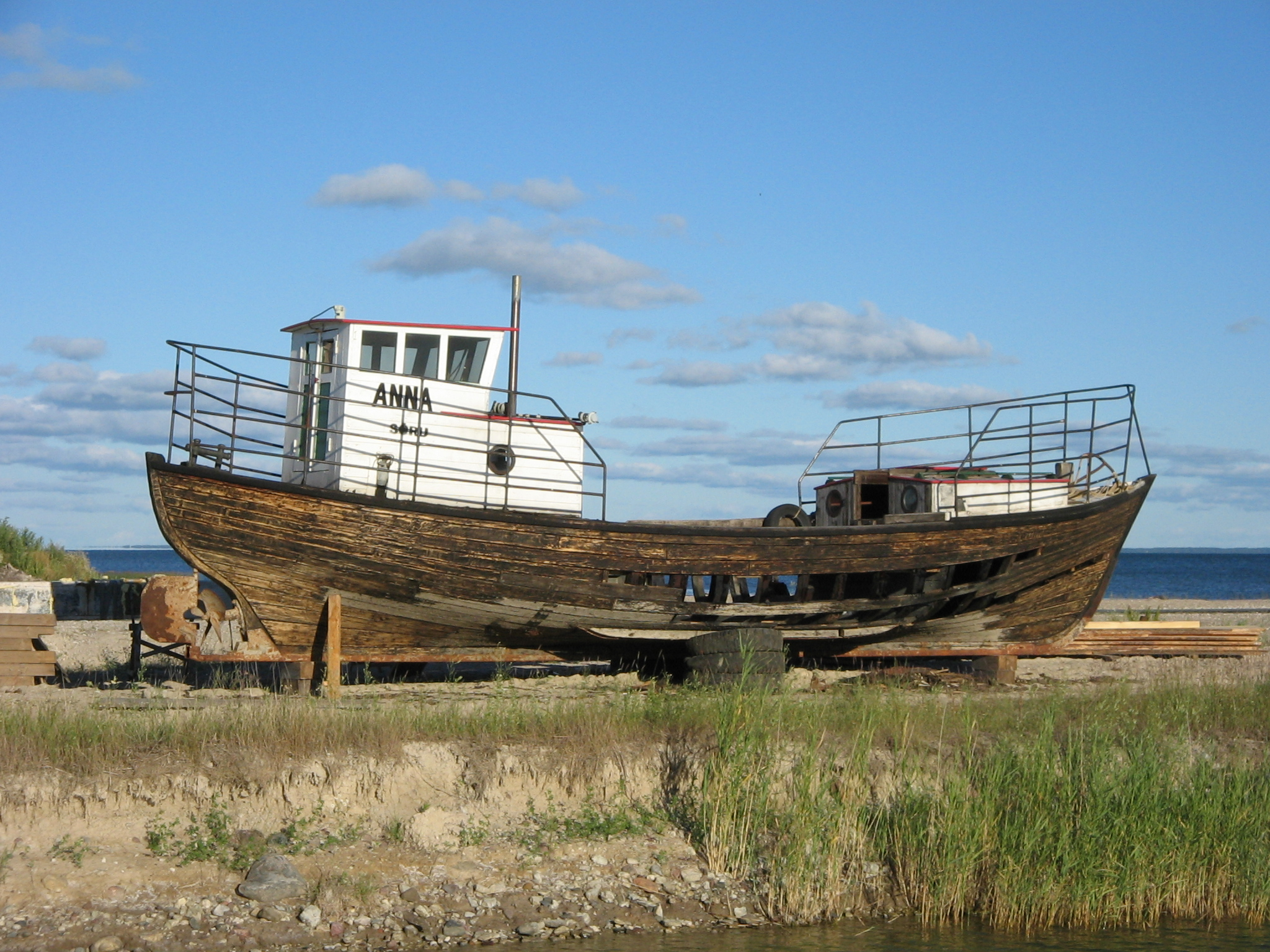
Altes Schiff am Strand von Pärna

Pärna ist ein Dorf (estnisch küla) in der Landgemeinde Hiiumaa (bis 2017: Landgemeinde Emmaste). Es liegt auf der zweitgrößten estnischen Insel Hiiumaa (deutsch Dagö), direkt an der Südspitze der Insel.

## Beschreibung
Pärna hat 15 Einwohner (Stand 31. Dezember 2011).
Auch dem Gebiet des Dorfes liegt der Hafen Sõru.